# Golf (纸牌游戏)
Golf（也有些人稱之為 Polish Polka, Polish Poker, Turtle, Hara Kiri, Poison, 或者 Crazy Nines）是一個玩家要在九次發牌的過程中（或者是稱之為九個洞，如同高爾夫運動用語）嘗試贏得最低點數的遊戲，(就像是高爾夫球運動的桿數)。這是一個四人或以上玩家可以參與的遊戲，同時使用兩副撲克牌。並且和其他紙牌衍伸遊戲少有類似之處。

## 發牌
四人或者更多玩家會使用兩副標準撲克牌，加上2或者4張鬼牌，每位玩家會被發到面朝下的6張牌，其餘的牌會面朝下被放置在桌面中間成為牌庫，然後將牌庫頂上第一張牌翻開並且成為旁邊的棄牌堆中第一張牌。玩家們此時整理自己的6張牌，將它們在面前排成一列，然後將其中兩張牌翻開。要記得，這個調整是維持整場遊戲，並且玩家應該總是有6張牌排成一列在他們的面前。

## 遊戲進行
遊戲的目的是所有的玩家要把他們面前的牌的數值盡量減少，它們可以透過交換，或者是湊對的方式來調整牌的數字，進而獲得最低的點數。最終點數最高者為輸家，而點數最低者為贏家。遊戲一般來說進行10個回合。
遊戲會由發牌者左邊的玩家開始，輪流抽一張牌庫或者棄牌堆的卡片。抽起來的卡片可以跟面前6張卡中任何一張交換，或者直接捨棄。當玩家交換一張面朝下的卡片時，他必須將被交換的卡片翻開。當玩家選擇棄掉抽取的卡片時，他可以選擇翻開一張牌或者甚麼都不做。如果任何一位玩家的卡片全部都翻開了，本輪結束，其餘玩家可以進行最後一次行動，他們可以進行最後一次的抽牌並且改善他們手牌的數字，之後將所有人的手牌總和紀錄在得分紙上。
在遊戲進行中，玩家不可以將抽自於棄牌堆的牌放回棄牌堆中，若玩家從棄牌堆中抽牌，則他必須跟自己的牌交換。
遊戲會進行9或者18個「洞」，總和最低分的玩家獲得最後勝利。

## 湊對
湊對是表示兩張數字相同的紙牌，在計分時會取代原有的數字。
一對鬼牌：-4
一對Ace：-2
任何其他對子：0分
K和Q：0分

## 變體
此遊戲有許多變體。